# Uruguay i olympiska sommarspelen 1936
Uruguay deltog med 37 deltagare vid de olympiska sommarspelen 1936 i Berlin. Ingen av landets deltagare erövrade någon medalj.